# Hrvatski nogometni kup 2007-2008
La Hrvatski nogometni kup 2007./08. (coppa croata di calcio 2007-08) fu la diciassettesima edizione della coppa nazionale croata, fu organizzata dalla Federazione calcistica della Croazia e fu disputata dal agosto 2007 al maggio 2008.
Il detentore era la Dinamo Zagabria, che in questa edizione si ripeté: fu il suo nono titolo nella competizione, la sedicesima coppa nazionale contando anche le sette della Coppa di Jugoslavia.
Dato che la Dinamo vinse anche il campionato, il posto in Coppa UEFA 2008-2009 andò alla finalista sconfitta, l'Hajduk Spalato.

## Formula e partecipanti
Alla competizione parteciparono le migliori squadre delle divisioni superiori, con la formula dell'eliminazione diretta. I primi turni erano a gara singola, mentre quarti, semifinali e finale erano ad andata e ritorno.
Al turno preliminare accedono le squadre provenienti dalle  Županijski kupovi (le coppe regionali): le 21 vincitrici più le finaliste delle 11 coppe col maggior numero di partecipanti.
Le prime 16 squadre del ranking quinquennale di coppa (63 punti alla vincitrice della coppa, 31 alla finalista, 15 alle semifinaliste, 7 a quelle che hanno raggiunto i quarti, 3 a quelle eliminate agli ottavi, 1 se eliminate ai sedicesimi) sono ammesse di diritto ai sedicesimi di finale.

### Ammesse di diritto ai sedicesimi di finale
Le prime 16 squadre (coi punti) del ranking 2001-2006 entrano di diritto nei sedicesimi della Coppa 2007-08:
- 1 Rijeka (149)
- 2 Dinamo Zagabria (139)
- 3 Hajduk Spalato (123)
- 4 Varteks Varaždin (123)
- 5 Osijek (51)
- 6 Istria 1961 (46)
- 7 Kamen Ingrad (41)
- 8 Cibalia (27)
- 9 Pomorac (27)
- 10 NK Zagabria (25)
- 11 Slaven Belupo (21)
- 12 Naftaš HAŠK (17)
- 13 Inter Zaprešić (11)
- 14 Belišće (11)
- 15 Zara (11)
- 16 Sebenico (9)

### Le finali regionali
Le Županijski kupovi (le coppe regionali) 2006-2007 hanno qualificato le 32 squadre (segnate in giallo) che partecipano al turno preliminare della Coppa di Croazia 2007-08. Si qualificano le 21 vincitrici più le finaliste delle 11 coppe col più alto numero di partecipanti.
| Regione                                 | Vincitore         | Finalista        | Risultato       |
| --------------------------------------- | ----------------- | ---------------- | --------------- |
| Regione di Zagabria                     | Zelina            | Polet Buševec    | ?               |
| Regione di Krapina e dello Zagorje      | Klanjec           | ?                | ?               |
| Regione di Sisak e della Moslavina      | Moslavina         | Segesta          | ?               |
| Regione di Karlovac                     | Ogulin            | ?                | ?               |
| Regione di Varaždin                     | Podravina Ludbreg | Mladost Varaždin | ?               |
| Regione di Koprivnica e Križevci        | Koprivnica        | Mladost Molve    | ?               |
| Regione di Bjelovar e della Bilogora    | Bjelovar          | Mladost Ždralovi | ?               |
| Regione litoraneo-montana               | Grobničan Čavle   | ?                | ?               |
| Regione della Lika e di Segna           | Novalja           | ?                | ?               |
| Regione di Virovitica e della Podravina | Virovitica        | Suhopolje        | 2–0             |
| Regione di Požega e della Slavonia      | Slavonija Požega  | Kuzmica          | 2–2 e 6–0       |
| Regione di Brod e della Posavina        | Slavonac CO       | Oriolik Oriovac  | ?               |
| Regione zaratina                        | Primorac Biograd  | Bibinje          | ?               |
| Regione di Osijek e della Baranja       | Olimpija Osijek   | NK Đakovo        | ?               |
| Regione di Sebenico e Tenin             | Zagora Unešić     | ?                | ?               |
| Regione di Vukovar e della Sirmia       | Zrinski Tordinci  | Graničar Županja | 2–2 (13-12 dtr) |
| Regione spalatino-dalmata               | Trogir            | Junak Sinj       | 1–0             |
| Regione istriana                        | Istria            | Rudar Labin      | ?               |
| Regione raguseo-narentana               | Neretvanac Opuzen | ?                | ?               |
| Regione del Međimurje                   | Čukovec '77       | Međimurje        | ?               |
| Città di Zagabria                       | Croatia Sesvete   | Vrapče Zagabria  | 3–3 (3-2 dtr)   |

### Riepilogo
| 1ª Divisione 1.HNL | 2ª Divisione 2.HNL                                                                | 3ª Divisione 3.HNL | Divisioni inferiori |
| --- | --------------------------------------------------------------------------------- | --- | --- |
| dal turno preliminare: |                                                                                   | | |
| Međimurje | Croatia Sesvete Moslavina Segesta Slavonac CO Trogir                              | Bjelovar Graničar Županja Istria Koprivnica Mladost Ždralovi Neretvanac Opuzen Novalja Olimpija Osijek Polet Buševec Primorac Biograd Rudar Labin Slavonija Požega Virovitica Vrapče Zagabria Zagora Unešić | Čukovec '77 NK Đakovo Grobničan Čavle Klanjec Mladost Molve Mladost Varaždin Ogulin Oriolik Oriovac Podravina Ludbreg Zelina Zrinski Tordinci |
| dai sedicesimi di finale: |                                                                                   | | |
| Cibalia Dinamo Zagabria Hajduk Spalato Inter Zaprešić Osijek Rijeka Slaven Belupo Sebenico Varteks Varaždin Zara NK Zagabria | Belišće Istria 1961 Kamen Ingrad Pomorac                                          | Naftaš HAŠK | |
| non ammesse: |                                                                                   | | |
| | Hrvatski dragovoljac Imotski Marsonia Mosor Žrnovnica Solin Vinogradar Vukovar 91 | le altre 38 squadre | tutte le altre squadre |
| 1ª Divisione 1.HNL | 2ª Divisione 2.HNL                                                                | 3ª Divisione 3.HNL | Divisioni inferiori |

### Calendario
| Turno                | Data                             | Numero gare | Squadre | Entrano in questo turno                                                |
| -------------------- | -------------------------------- | ----------- | ------- | ---------------------------------------------------------------------- |
| Turno preliminare    | 29 agosto 2007                   | 16          | 48 → 32 | Vincitrici delle 21 coppe regionali 11 finaliste delle coppe regionali |
| Sedicesimi di finale | 26 settembre 2007                | 16          | 32 → 16 | Le migliori 16 del ranking                                             |
| Ottavi di finale     | 24 ottobre 2007                  | 8           | 16 → 8  | Nessuna                                                                |
| Quarti di finale     | 7 novembre 2007 28 novembre 2007 | 8           | 8 → 4   | Nessuna                                                                |
| Semifinali           | 9 aprile 2008 23 aprile 2008     | 4           | 4 → 2   | Nessuna                                                                |
| Finale               | 7 maggio 2008 14 maggio 2008     | 2           | 2 → 1   | Nessuna                                                                |

## Turno preliminare
| Squadra 1         | Risultato              | Squadra 2        |
| ----------------- | ---------------------- | ---------------- |
| 29 agosto 2007    |                        |                  |
| Ogulin            | 4 – 1                  | Novalja          |
| Olimpija Osijek   | 0 – 3                  | Slavonac CO      |
| Trogir            | 2 – 0                  | Istria           |
| Primorac Biograd  | 0 – 0 (dts) (5-4 dtr)  | Zagora Unešić    |
| Neretvanac Opuzen | 0 – 0 (dts) (3-5 dtr)  | Bjelovar         |
| NK Đakovo         | 5 – 0                  | Mladost Ždralovi |
| Graničar Županja  | 1 – 0                  | Vrapče Zagabria  |
| Koprivnica        | 1 – 4                  | Virovitica       |
| Croatia Sesvete   | 7 – 0                  | Polet Buševec    |
| Mladost Varaždin  | 1 – 3                  | Slavonija Požega |
| Klanjec           | 1 – 1 (dts) (9-10 dtr) | Zelina           |
| Čukovec '77       | 0 – 1                  | Segesta          |
| Mladost Molve     | 4 – 3                  | Rudar Labin      |
| Podravina Ludbreg | 3 – 1                  | Grobničan Čavle  |
| Oriolik Oriovac   | 5 – 4                  | Moslavina        |
| Međimurje         | 3 – 2 (dts)            | Zrinski Tordinci |

## Sedicesimi di finale
La partita Primorac Biograd–Inter Zaprešić è stata rinviata al 2 ottobre 2007 a causa della prematura scomparsa del giocatore del Primorac Klaudio Erlić.
| Squadra 1         | Risultato             | Squadra 2        |
| ----------------- | --------------------- | ---------------- |
| 26 settembre 2007 |                       |                  |
| Zelina            | 0 – 4                 | Rijeka           |
| Virovitica        | 1 – 3 (dts)           | Dinamo Zagabria  |
| Mladost Molve     | 1 – 9                 | Hajduk Spalato   |
| Trogir            | 1 – 2                 | Varteks Varaždin |
| Slavonac CO       | 0 – 1                 | Slaven Belupo    |
| Ogulin            | 2 – 3                 | Osijek           |
| Oriolik Oriovac   | 1 – 4                 | Cibalia          |
| NK Đakovo         | 2 – 1                 | Kamen Ingrad     |
| Podravina Ludbreg | 2 – 0 (dts)           | Istria 1961      |
| Graničar Županja  | 1 – 3                 | NK Zagabria      |
| Primorac Biograd  | 0 – 5                 | Inter Zaprešić   |
| Slavonija Požega  | 1 – 4                 | Pomorac          |
| Bjelovar          | 3 – 3 (dts) (7-6 dtr) | Belišće          |
| Croatia Sesvete   | 2 – 0                 | Naftaš HAŠK      |
| Međimurje         | 2 – 2 (dts) (6-7 dtr) | Sebenico         |
| Segesta           | 1 – 0                 | Zara             |

## Ottavi di finale
Il risultato a sorpresa è stata l'eliminazione del Rijeka (4º posto in prima divisione) da parte del Segesta (metà classifica in seconda) con un netto 3–0 che avrebbe potuto anche essere più pingue, viste le numerose occasioni fallite dai padroni di casa.
| Squadra 1       | Risultato             | Squadra 2         |
| --------------- | --------------------- | ----------------- |
| 24 ottobre 2007 |                       |                   |
| Segesta         | 3 – 0                 | Rijeka            |
| Sebenico        | 2 – 3                 | Dinamo Zagabria   |
| Hajduk Spalato  | 2 – 0                 | Croatia Sesvete   |
| Bjelovar        | 1 – 1 (dts) (3-5 dtr) | Varteks Varaždin  |
| Slaven Belupo   | 1 - 0                 | Pomorac           |
| Inter Zaprešić  | 1 - 0                 | Podravina Ludbreg |
| NK Đakovo       | 0 - 7                 | NK Zagabria       |
| Cibalia         | 2 - 0                 | Osijek            |

## Quarti di finale
| Squadra 1        | Totale | Squadra 2       | Andata     | Ritorno    |
| ---------------- | ------ | --------------- | ---------- | ---------- |
|                  |        |                 | 07.11.2007 | 28.11.2007 |
| Segesta          | 2 – 3  | NK Zagabria     | 0 – 0      | 2 – 3      |
| Hajduk Spalato   | 6 – 1  | Inter Zaprešić  | 2 – 1      | 4 – 0      |
| Varteks Varaždin | 6 – 0  | Cibalia         | 4 – 0      | 2 – 0      |
| Slaven Belupo    | 0 – 2  | Dinamo Zagabria | 0 – 1      | 0 – 1      |

## Semifinali
| Squadra 1        | Totale | Squadra 2      | Andata     | Ritorno    |
| ---------------- | ------ | -------------- | ---------- | ---------- |
|                  |        |                | 09.04.2008 | 23.04.2008 |
| Dinamo Zagabria  | 6 – 3  | NK Zagabria    | 3 – 1      | 3 – 2      |
| Varteks Varaždin | 1 – 5  | Hajduk Spalato | 1 – 1      | 0 – 4      |

## Finale
| Squadra 1       | Totale | Squadra 2      | Andata     | Ritorno    |
| --------------- | ------ | -------------- | ---------- | ---------- |
|                 |        |                | 07.05.2008 | 14.05.2008 |
| Dinamo Zagabria | 3 – 0  | Hajduk Spalato | 3 – 0      | 0 – 0      |

### Andata
| Arbitro: | Ljubičić (Osijek) |

|                            |           |  |
| Tadić 8’ Mandžukić 20’ 88’ | Marcatori |  |

| Dinamo | Hajduk |

|                 |    |                  |  |     |
|                 |    |                  |  |     |
| P               | 1  | Georg Koch       |  |     |
| D               | 3  | Hrvoje Čale      |  |     |
| D               | 5  | Tomislav Mikulić |  |     |
| D               | 21 | Ivica Vrdoljak   |  |     |
| D               | 26 | Dino Drpić       |  |     |
| C               | 7  | Etto             |  |     |
| C               | 10 | Luka Modrić      |  |     |
| C               | 14 | Mihael Mikić     |  |     |
| C               | 20 | Ognjen Vukojević |  |     |
| A               | 11 | Josip Tadić      |  | 83’ |
| A               | 17 | Mario Mandžukić  |  |     |
| A disposizione: |    |                  |  |     |
| A               | 25 | Tomo Šokota      |  | 83’ |
| Allenatore:     |    |                  |  |     |
| Zvonimir Soldo  |    |                  |  |     |

|                 |    |                   |  |     |
|                 |    |                   |  |     |
| P               | 12 | Vladimir Balić    |  |     |
| D               | 3  | Goran Jozinović   |  | 86’ |
| D               | 6  | Boris Živković    |  |     |
| D               | 20 | Goran Sablić      |  | 46’ |
| D               | 22 | Mario Maloča      |  |     |
| C               | 8  | Siniša Linić      |  |     |
| C               | 14 | Marin Ljubičić    |  |     |
| C               | 15 | Drago Gabrić      |  |     |
| C               | 21 | Duje Čop          |  |     |
| A               | 9  | Nikola Kalinić    |  |     |
| A               | 13 | Ante Rukavina     |  |     |
| A disposizione: |    |                   |  |     |
| D               | 5  | Jurica Buljat     |  | 46’ |
| A               | 16 | Mladen Bartolović |  | 86’ |
| Allenatore:     |    |                   |  |     |
| Robert Jarni    |    |                   |  |     |

### Ritorno
| Spalato 14 maggio 2008, ore 17:30 | Hajduk Spalato | 0 – 0 referto | Dinamo Zagabria | Stadio di Poljud (6 000 spett.)\| Arbitro: \| Bebek (Fiume) \| |
| Arbitro:                          | Bebek (Fiume)  |               |                 |                                                                |

| Hajduk | Dinamo |

|                 |    |                   |     |     |
|                 |    |                   |     |     |
| P               | 12 | Vladimir Balić    | 19' |     |
| D               | 6  | Boris Živković    |     |     |
| D               | 22 | Mario Maloča      |     |     |
| D               | 28 | Boris Pandža      |     |     |
| C               | 8  | Siniša Linić      |     |     |
| C               | 10 | Florin Cernat     |     | 45’ |
| C               | 14 | Marin Ljubičić    |     |     |
| C               | 15 | Drago Gabrić      |     |     |
| A               | 9  | Nikola Kalinić    |     | 21’ |
| A               | 13 | Ante Rukavina     |     |     |
| A               | 16 | Mladen Bartolović |     | 63’ |
| A disposizione: |    |                   |     |     |
| P               | 1  | Miro Varvodić     |     | 21’ |
| D               | 18 | Ivan Ćurjurić     |     | 45’ |
| D               | 24 | Mario Tičinović   |     | 63’ |
| Allenatore:     |    |                   |     |     |
| Robert Jarni    |    |                   |     |     |

|                 |    |                  |     |     |
|                 |    |                  |     |     |
| P               | 1  | Georg Koch       |     |     |
| D               | 3  | Hrvoje Čale      | 19' |     |
| D               | 5  | Tomislav Mikulić |     |     |
| D               | 21 | Ivica Vrdoljak   |     |     |
| D               | 22 | Igor Bišćan      |     |     |
| C               | 7  | Etto             |     |     |
| C               | 10 | Luka Modrić      |     | 89’ |
| C               | 14 | Mihael Mikić     |     | 46’ |
| C               | 20 | Ognjen Vukojević |     |     |
| A               | 11 | Josip Tadić      |     | 82’ |
| A               | 17 | Mario Mandžukić  | 69’ |     |
| A disposizione: |    |                  |     |     |
| C               | 2  | Marijan Buljat   |     | 46’ |
| A               | 9  | Boško Balaban    |     | 82’ |
| C               | 18 | Sammir           |     | 89’ |
| Allenatore:     |    |                  |     |     |
| Zvonimir Soldo  |    |                  |     |     |

## Marcatori
| Pos. | Giocatore          | Squadra | Reti |
| ---- | ------------------ | ------- | ---- |
| 1    | Nikola Kalinić     | Hajduk  | 9    |
| 2    | Mario Mandžukić    | Dinamo  | 5    |
| 3    | Krešimir Makarin   | Hajduk  | 4    |
| 3    | Željko Malčić      | Cibalia | 4    |
| 3    | Dominik Milinković | Oriolik | 4    |